# Động đất ngoài khơi Fukushima 2021
Động đất ngoài khơi Fukushima 2021 (/ 福島県沖地震 Fukushimaken'oki jishin) là trận động đất xảy ra vào lúc 23:07 (theo giờ địa phương) ngày 13 tháng 2 năm 2021, có cường độ đo được là 7.3 độ Richter (theo cơ quan khí tượng Nhật Bản). Sau trận động đất, trong vòng chưa đầy một giờ, ba trong số cơn dư chấn đó có cường độ 5 trở lên. Không có cảnh báo sóng thần chính thức được đưa ra, ngoài ra các đợt sóng thần nhỏ cũng được quan sát thấy nhưng không gây thiệt hại. Trận động đất trên được coi là dư chấn của động đất và sóng thần Tōhoku 2011 đã xảy ra cách đây gần mười năm trước.
Hậu quả trận động đất khiến 3 người chết và ít nhất 186 người bị thương. Đối với Nhà máy điện hạt nhân Fukushima I, trận động đất này đã gây lo ngại về rò rỉ phóng xạ cao nhưng đã bị bác bỏ ngay sau đó. Mặc dù không có thay đổi về mức độ phóng xạ, nhưng hệ thống làm mát được sử dụng ở hai trong số các lò phản ứng đã bị phát hiện rò rỉ.